# Raville-sur-Sânon
Raville-sur-Sânon település Franciaországban, Meurthe-et-Moselle megyében. Lakosainak száma 104 fő (2022. január 1.). Raville-sur-Sânon Bauzemont, Bienville-la-Petite, Crion és Einville-au-Jard községekkel határos.

## Népesség
A település népessége az elmúlt években az alábbi módon változott:
| Lakosok száma | 124  | 80   | 92   | 99   | 103  | 103  | 102  | 102  | 101  | 104  |
|               | 1968 | 1982 | 1990 | 2006 | 2013 | 2015 | 2017 | 2019 | 2020 | 2022 |